# A+ Anime
Anime+ (stilizat ca A+ Anime, A+ sau /+) a fost un canal de seriale animate japoneze (anime-uri) creat și deținut de compania MediaTech Ltd. / IKO Entertainment, care și-a început emisia la data de 4 decembrie 2004. Postul TV își începea difuzarea programului la ora 20:00 urmând a-l finaliza la ora 6:00. Acesta a difuzat în special desene animate japoneze de tip anime, însă și un serial de animație american numit Țestoasele Ninja. 
Inițial, Anime+ a fost lansat în teste în octombrie 2003, ca Action+, un canal de acțiune. Action+, a fost lansat la data de 15 noiembrie 2003 și a fost scos din ecuație la data de 4 decembrie 2004, când a fost lansat oficial ca Anime+, în mod neașteptat.
În anul 2005, Minimax Romania SRL / MediaTech a lansat în teste și A+ Music, un canal de muzică anime (sau soundtrack-uri a unor anime-uri). UPC era singurul operator mare din România ce a inclus acest post. A+ Music a fost și el scos din ecuație în 2007, când Anime+ a devenit Animax.
La data de 2 iulie 2007, Anime+ a fost înlocuit de Animax, care pentru o perioada relativ scurtă de timp a oferit telespectatorilor producții anime originale..

## Anime+ în România
Anime+ au fost 3 canale separate unul în Cehia și Slovacia și altul în Ungaria care aveau cam același program. Anime+ România a fost primul care a impus conceputul după numele canalului de filme de acțiune Action+ care grație acestuia s-a impus acest concept. România a fost singura țară în care anime-urile au fost subtitrate în loc să fie dublate.
Anime+ în România rula de la ora 20:00 pana la ora 2:00 pe Minimax.

## Action+ în România
Action+ a fost un canal de Televiziune pentru filme și seriale, deținut de către Minimax Romania SRL între anii 2003-2004, Action+ a fost difuzat sub forma unui serviciu-test, timp în care operatorii de cablu pot testa canalul gratuit în rețelele acestora. După două săptămâni de la lansare, Action+ a fost deja recepționat în peste 800.000 de case din toată România. 
Action+ în România rula de la ora 19:30 pana la ora 1:30 pe MusicMax (ca bloc de programe), iar pe Minimax rula de la ora 20:00 pana la ora 2:00.

## Seriale Anime+ (2004-2007)

### Anime
- .hack//Sign
- Android Kikaider
- Arc the Lad
- Azumanga Daioh
- Blood+
- Bobobo-bo Bo-bobo
- Căpitanul Tsubasa
- Cardcaptor Sakura
- Cowboy Bebop
- Cyborg 009
- Blue Gender
- D.N.Angel
- Digimon
- Dragon Ball Z
- Dragon Ball GT
- Fighting Foodons
- F-Zero: GP Legend
- Fruits Basket
- Fullmetal Alchemist
- Full Metal Panic!
- Ghost Stories
- G.I. Joe: Sigma 6
- Hajime no Ippo
- Hikaru no Go
- IGPX
- Inuyasha
- Kaleido Star
- Kanon
- Kiddy Grade
- Kirby: Right Back at Ya!
- Love Hina
- Magical DoReMi
- MÄR
- Medabots
- MegaMan NT Warrior
- Misty Mermaid Adventure (Sezonul 1-2)
- Monster Rancher
- Mobile Suit Gundam SEED
- Mobile Suit Gundam Wing
- Onegai☆Teacher
- One Piece (4Kids)
- Outlaw Star
- Pokémon (sezoanele 1-8)
- The Prince of Tennis
- Princess Tutu
- Rave Master
- Rurouni Kenshin
- R.O.D the TV
- Slayers
- Sergentul Keroro
- Tokyo Mew Mew
- Tenchi Muyo!
- Tinerii Titani
- Tiny D-Frontier
- Trigun
- Ultimate Muscle
- Viewtiful Joe
- Witch Hunter Robin
- Wolf's Rain
- Yoshi Right Back at Ya
- Yu Yu Hakusho
- Yu-Gi-Oh! (sezoanele 1-5)
- Yu-Gi-Oh! Capsule Monsters
- Yu-Gi-Oh! GX (sezonul 1)
- Zatch Bell!

### Seriale
- Kamen Rider Ryuki
- Kamen Rider 555
- Ultraman Tiga
- Ultraman Dyna
- Ultraman Gaia
- Ultraman Cosmos
- WMAC Masters

### Desene animate
- Class of the Titans (sezonul 1)
- Cubix: Robots for Everyone
- Cybersix
- Stargate Infinity
- Super Legend Heroes (sezoanele 1-2)
- Țestoasele Ninja (sezoanele 1-2)

## Seriale Action+ (2003-2004)
- The Amazing Spider-Man[nefuncțională – arhivă]
 (1977)
- Aventurile lui Superman[nefuncțională – arhivă]
- Batman[nefuncțională – arhivă]
 (1966)
- The Incredible Hulk[nefuncțională – arhivă]
 (1978)
- Întoarcerea lui Ultraman[nefuncțională – arhivă]
- Kamen Rider[nefuncțională – arhivă]
 (1971)
- Kamen Rider Agito[nefuncțională – arhivă]
- Kamen Rider Amazon[nefuncțională – arhivă]
- Kamen Rider Black[nefuncțională – arhivă]
- Kamen Rider Black RX[nefuncțională – arhivă]
- Kamen Rider Kuuga[nefuncțională – arhivă]
- Kamen Rider Ryuki[nefuncțională – arhivă]
- Kamen Rider (Skyrider)[nefuncțională – arhivă]
- Kamen Rider Stronger[nefuncțională – arhivă]
- Kamen Rider Super-1[nefuncțională – arhivă]
- Kamen Rider V3[nefuncțională – arhivă]
- Kamen Rider X[nefuncțională – arhivă]
- Superboy[nefuncțională – arhivă]
- Ultra Q[nefuncțională – arhivă]
- Ultra Seven[nefuncțională – arhivă]
- Ultraman[nefuncțională – arhivă]
- Ultraman 80[nefuncțională – arhivă]
- Ultraman Ace[nefuncțională – arhivă]
- Ultraman Cosmos[nefuncțională – arhivă]
- Ultraman Dyna[nefuncțională – arhivă]
- Ultraman Gaia[nefuncțională – arhivă]
- Ultraman Leo[nefuncțională – arhivă]
- Ultraman Taro[nefuncțională – arhivă]
- Ultraman Tiga[nefuncțională – arhivă]